# Teateråret 2018

## Priser och utmärkelser
- Litteris et Artibus – Iréne Theorin

## Avlidna
- 4 januari – Johannes Brost, 71, svensk skådespelare
- 18 januari
  - Wallis Grahn, 72, svensk skådespelerska
  - Lasse Sarri, 81, svensk regissör och skådespelare.
  - John Barton, 89, brittisk teaterregissör och dramatiker.
- 19 januari – Dorothy Malone, 93, amerikansk skådespelerska
- 4 februari – John Mahoney, 77, brittisk-amerikansk skådespelare
- 21 februari – Emma Chambers, 53, brittisk skådespelare
- 24 februari – Sridevi Kapoor, 54, indisk skådespelare
- 3 mars – David Ogden Stiers, 75, amerikansk skådespelare (M*A*S*H)
- 5 mars – Kjerstin Dellert, 92, svensk operasångerska och teaterchef.
- 15 mars – Annie Jenhoff, 88, svensk skådespelare, teaterpedagog, kritiker och författare.
- 17 mars – Benny Fredriksson, 58, svensk skådespelare och teaterregissör.
- 27 mars – Stéphane Audran, 85, fransk skådespelerska
- 30 mars - Sonja Westerbergh, 85, svensk skådespelare.
- 31 mars – Luigi De Filippo, 87, italiensk skådespelare och teaterregissör.
- 23 april - Åke Harnesk, 91, svensk skådespelare.
- 11 maj - Ulla Sallert, 95, svensk sångerska och skådespelare.
- 25 maj - Charlie Elvegård, 74, svensk skådespelare.
- 15 juni - Gunhild Qvarsebo, 84, svensk skådespelare.
- 22 juni - Olle Johansson, 84, svensk skådespelare.
- 8 augusti – Christer Brosjö, 76, svensk teaterregissör, dramaturg och dramatiker.[1]